# مارلون كراوزه
مارلون كراوزه (بالألمانية: Marlon Krause)‏ هو لاعب كرة قدم ألماني، ولد في 1 سبتمبر 1990 في Halstenbek ‏ في ألمانيا. لعب مع كارل زايس يينا ونادي سانت باولي وهولشتاين كيل.

## وصلات خارجية
- مارلون كراوز على موقع قاعدة بيانات كرة القدم.إي يو (الإنجليزية)
- مارلون كراوز على موقع بيانات كرة القدم. دي إي (الألمانية)
- مارلون كراوز على موقع Soccerway.com (الإنجليزية)
- مارلون كراوز على موقع عالم كرة القدم.نت (الإنجليزية)